# Мелкозубый пилорыл
Мелкозубый пилорыл, или скат-пилонос (лат. Pristis microdon) — вид рыб рода пилорылов семейства пилорылых скатов отряда пилорылообразных. Эти скаты обитают в тропических прибрежных водах Индийского и Тихого океанов между 11 ° с. ш. и 39 ° ю. ш. Встречаются на мелководье. Максимальная зарегистрированная длина 700 см. Длинный плоский вырост рыла мелкозубых пилорылов обрамлён по бокам зубцами одинаковой величины и имеет сходство с пилой. Внешне пилорылы больше похожи на акул, чем на скатов. У них удлинённое тело, имеются 2 спинных плавника и хвостовой плавник с развитой верхней лопастью.
Подобно прочим пилорылым скатам мелкозубые пилорылы размножаются яйцеживорождением. Эмбрионы развиваются в утробе матери, питаясь желтком. В помёте до 13 новорождённых. Рацион состоит из донных беспозвоночных и мелких рыб. Вид находится на грани исчезновения.

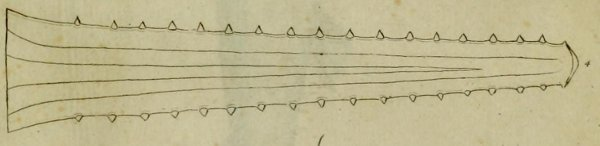
Оригинальное изображение рострума мелкозубого пилорыла

## Таксономия
Впервые вид научно описан Джоном Лэтэмом в 1794 году на основании рострума. Описываемый образец был уничтожен во время пожара в Музее Королевской коллегии хирургов Англии. Видовой эпитет происходит от слов лат. micro — «мелкий» и др.-греч. ὀδούς — «зуб» и связано с тем, что у этого вида довольно короткий по сравнению с прочими пилорылами рострум.
Скатов, принадлежащих к роду пилорылов условно разделяют на две группы с крупными и мелкими зубцами «пилы». Пилорылы с мелкими зубьями образуют комплекс видов Pristis pectinata (P. clavata, P. pectinata и P. zijsron), а с крупными — комплекс Pristis pristis (P. microdon, P. perotteti и P. pristis), который нуждается в дальнейших таксономических исследованиях. Вероятно, пилорылы с мелкими зубцами являются не отдельными видами, а подвидами либо представителями субпопуляций одного и того же вида, имеющего глобальное распространение. Генетически доказано существование трёх основных клад (Атлантической, Индо-Тихоокеанской и восточно-Тихоокеанской), однако они не соответствуют текущим ареалам видов пилорылов, относящихся к группе с мелкими зубцами. Международный союз охраны природы удалил профиль мелкозубого пилорыла, объединив его с профилем европейского пилорыла, поскольку согласно последним данным эти виды синонимичны.

## Ареал
Мелкозубые пилорылы обитают в тропических и субтропических водах Индо-Тихоокеанской области. Распространены у восточного побережья Африки, начиная от Дурбана. Встречаются у берегов Мадагаскара, Пакистана, Индии, Таиланда, Индонезии, Вьетнама, Филиппин, в Южно-Китайском море, в водах Австралии (от Западной Австралии до северной Территории и Квинсленда), Борнео и Папуа Новой Гвинеи, Индонезии. Они заходят в эстуарии и пресные воды рек: Замбези, Маханади (Иния, 64,4 км вверх по течению), Чаупхрая (Таиланд, 62 км), Меконг (Вьетнам), Флай и озеро Марри (Папуа Новая Гвинея) и реки, протекающие на Северной территории (Австралия).
Мелкозубые пилорылы держатся на мелководье. На севере Австралии во время сезона дождей с декабря по март они предпочитают держаться в пресной воде, а в засуху перемещаются в прибрежные морские бухты и эстуарии. В Австралии эти скаты делят среду обитания с тупорылыми акулами. Взрослые особи, по крайней мере сезонно, уходят в открытое море.

## Описание

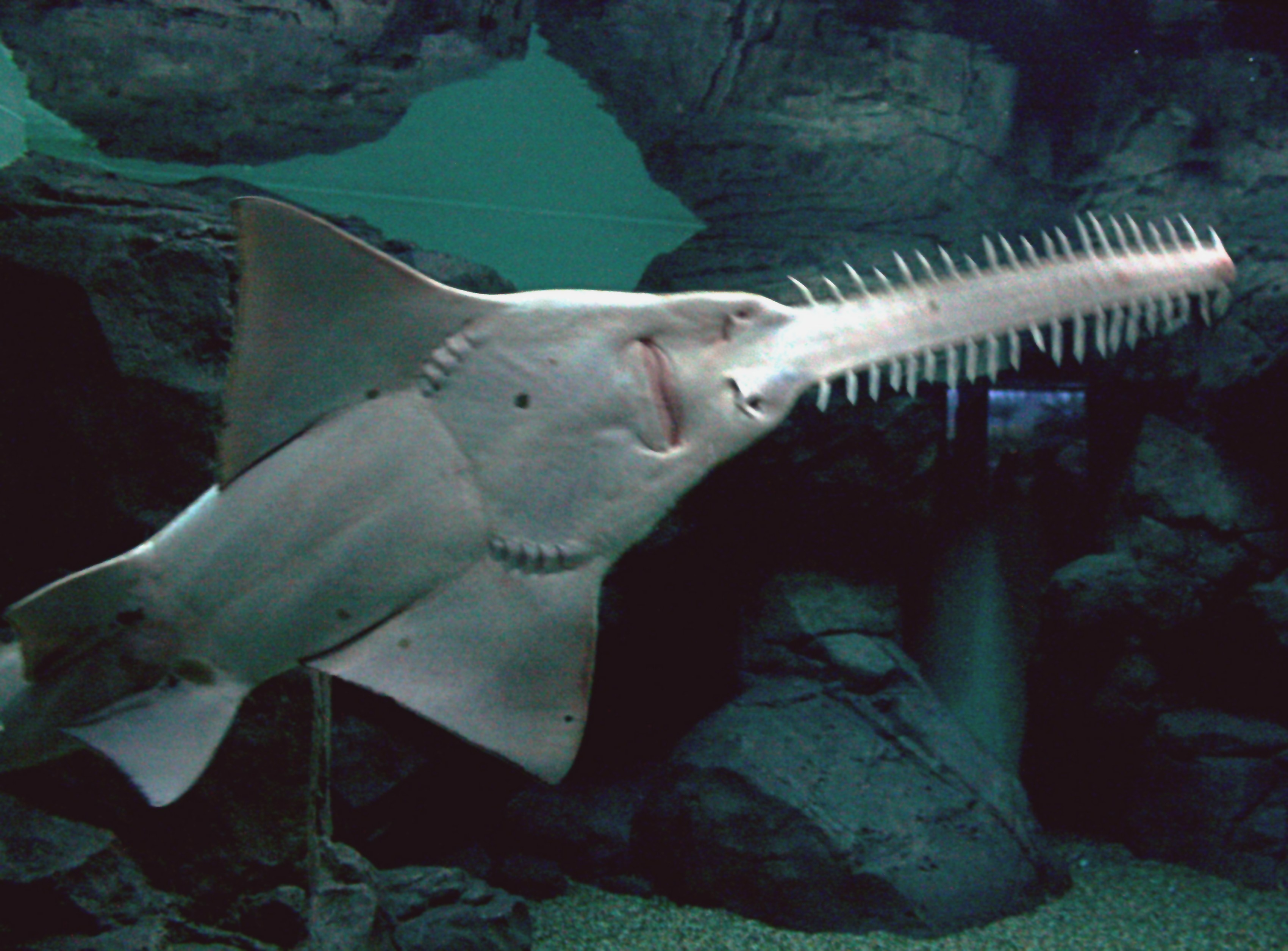
Рот, ноздри и жаберные щели у пилорылов расположены на вентральной поверхности тела

Максимальная зарегистрированная длина составляет 7 метров, а максимальная масса около 600 килограммов. Удлинённый плоский рострум мелкозубого пилорыла по обе стороны усеян зубовидными выростами. Он покрыт электрорецепторами, улавливающими малейшее движение потенциальной добычи, зарывшейся на дне. Зубья крепко и глубоко закреплены в твёрдой хрящевой ткани и не отрастают заново, будучи поврежденными. Длинное пластинчатое рыло, постепенно сужающее от основания к концу, имеет от 14 до 22 пар зубцов с каждой стороны (обычно 18—20), причём расстояние между двумя зубцами увеличивается от кончика рыла к основанию. Первая пара зубцов расположена у основания широкого и сильно сужающегося к концу рострума. Число зубцов по разным сторонам может отличаться, как правило, слева зубцов больше. В двух независимо проведённых исследованиях было обнаружено, что у самцов и самок количество зубцов также отличается. Вне зависимости от географической области у самцов было в среднем по 20,9 зубцов с каждой стороны, а у самок по 18,9. В целом у самцов рострум немного длиннее, чем у самок. У мелкозубых пилорылов крупные зубцы, сопоставимые по размеру только с зубцами атлантических пилорылов.
Тело длинное и слегка уплощённое. Рот, ноздри и жаберные щели, как и прочих скатов, расположены на вентральной поверхности тела. Во рту имеются небольшие зубы. Позади мелких глаз расположены брызгальца, которые прокачивают воду через жабры и позволяют скатам неподвижно лежать на дне. Имеются 2 довольно крупных спинных плавника примерно одинакового размера, широкие грудные и уступающие им по размеру брюшные плавники треугольной формы, хвостовой плавник с развитой верхней и небольшой нижней лопастями. Анальный плавник отсутствует. Кожа плотно покрыта мелкой плакоидной чешуёй. Каждая чешуйка покрыта гребнями, которые менее заметны у более крупных особей. Дорсальная поверхность тела жёлто-серого цвета, плавники имеют жёлто-коричневую окантовку, вентральная поверхность тела грязно-кремовая. Ростральные зубцы окрашены в грязно-кремовый или жёлтый цвет и контрастируют с более тёмным оттенком рострума. Во рту имеются мелкие закруглённые зубы, собранные в ряды, на верхней челюсти расположено 70—72 рядов по 115—127 зубов, а на нижней 64—68 по 122—140 зубов.
От азиатских пилорылов, у которых зубцы рострума имеют форму лезвий, мелкозубые пилорылы отличаются заострёнными зубцами, а также менее развитой нижней лопастью хвостового плавника. От квинслендских пилорылов их отличает относительно сдвинутый вперёд первый спинной плавник, наличие нижней лопасти хвостового плавника, а также крупный размер. Главные отличия мелкозубого пилорыла от гребенчатого и зелёного — более широкий и плоский рострум, меньшее количество пар ростральных зубцов (14—22 против 20—34 и 23—37 соответственно), наличие нижней лопасти хвостового плавника и позиция основания спинного плавника (перед основанием брюшных плавников). От гребенчатых пилорылов они также отличаются более коренастым телом и большей шириной грудных плавников. Внешних различий между мелкозубыми и европейскими пилорылами нет, у них лишь разные ареалы, возможно эти виды синонимичны.

## Биология
Мелкозубые пилорылы — это донные рыбы, питающиеся ракообразными, моллюсками и мелкой рыбой. С помощью рыла в поисках пищи они вскапывают грунт, ранят им жертву, а также обороняются от врагов, которыми в естественной среде являются акулы, например, тупорылые, и гребнистые крокодилы. Их «пила» усеяна электрорецепторами, помогающими обнаруживать добычу в мутной воде.
Подобно прочим пилорылым скатам мелкозубые пилорылы размножаются яйцеживорождением. Оплодотворение внутреннее, эмбрионы развиваются в утробе матери и питаются желтком. Эти скаты медленно растут и созревают, у них малочисленный приплод. В помёте до 10 и более новорождённых длиной 72—93 см с уже сформированным, но мягким рылом. Их зубцы покрыты оболочкой и достигают окончательного размера по отношению к роструму только после родов. Беременность длится около 5 месяцев. Роды происходят в том числе в пресной воде. Цикл размножения, вероятно, годичный. Самцы и самки достигают половой зрелости при длине 250 и 300 см соответственно.
Длина трёх половозрелых самцов, пойманных в водах Дурбана, колебалась в пределах 3,75—3,92 м, а вес 180—188 кг. У побережья Западной Австралии в ходе исследований поймали годовалую особь длиной 91,2 см, самца в возрасте 2 лет длиной 1 м, трёхлетних самца и самку длиной 1,6 м и особей обоего пола в возрасте 4—5 лет длиной 2,1—2,3 м. В 2004 году в реке Фицрой была помечена и отпущена самка длиной 2,2 м. Спустя 5 месяцев она была поймана и измерена повторно. Прирост за это время составил 30 мм. В 1991 году в водах Папуа Новая Гвинея был пойман мелкозубый пилорыл длиной 3,6 м, чей возраст на основании строения позвонков оценили в 44 года, тогда как возраст неполовозрелого самца длиной 2,5 м равнялся приблизительно 16 годам.
На мелкозубых пилорылах паразитируют моногенеи Dermopristis paradoxus, Nonacotyle pristis и Pristonchocotyle papuensis, Цестоды Pterobothrium fragile, Нематоды Terranova pristis и веслоногие рачки Caligus furcisetifer и Ergasilus sp..

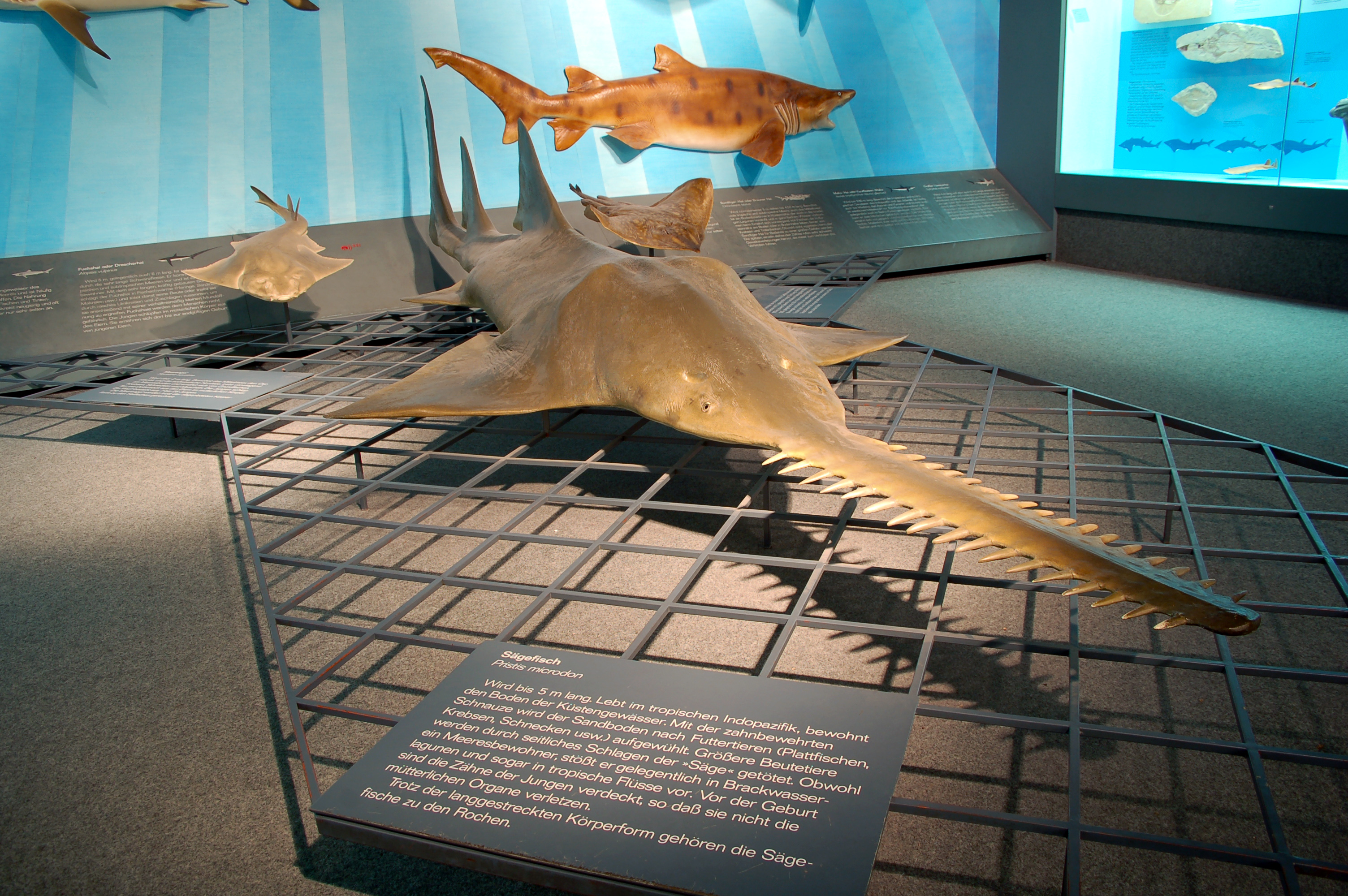
Мелкозубый пилорыл в качестве музейного экспоната

## Взаимодействие с человеком
Вопреки мифам мелкозубые пилорылы не представляют опасности для человека. Однако учитывая крупный размер и острые зубья рострума, с этими рыбами следует соблюдать осторожность.
Пилорылы долгое время были объектом коммерческого промысла. Мясо этих рыб, особенно плавники, которые являются ингредиентом знаменитого супа, высоко ценится. Жир печени используют в народной медицине. Цена за рострум может достигать 1000 долларов и более. Зазубренный рострум делает их очень уязвимыми — они могут запутаться в сетях и мусоре, плавающем в воде. Международный союз охраны природы удалил отдельный профиль мелкозубого пилорыла, объединив его с профилем европейского пилорыла, имеющего охранный статус «На грани исчезновения» из-за ухудшения экологической ситуации и перелова. С 2007 года торговля всеми видами пилорылых скатов, в том числе их плавниками, мясом, органами, кожей, рострумом и ростральными зубьями, находится под запретом. Несмотря на это браконьерский промысел продолжает угрожать существованию этих рыб. Представители данного вида довольно часто встречаются в публичных аквариумах, однако больше 7 лет, как правило, не живут.